# تشيستر توماس أوبراين
تشيستر توماس أوبراين (بالإنجليزية: Chester Thomas O'Brien)‏ هو عسكري أمريكي، ولد في 1 أغسطس 1897 في لايونز في الولايات المتحدة، وتوفي في 24 يناير 1943 في جوادالكانال في جزر سليمان.